# Concepto

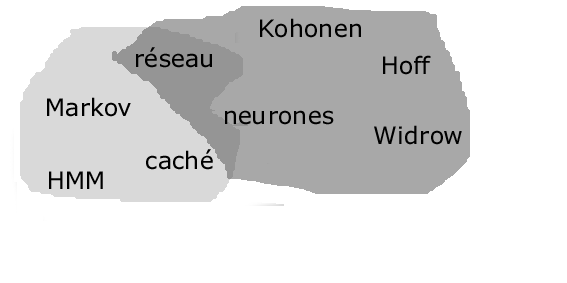
Los conceptos (del latín conceptus) «son las unidades más sencillas de toda forma de conocimiento humano».

Los conceptos (del latín: conceptus) «son las unidades más básicas de toda forma de conocimiento humano»; por medio de las cuales comprendemos las experiencias. Son captaciones de la realidad (realismo) o, por contrario, construcciones o autoproyecciones mentales (constructivismo o idealismo), que surgen por medio de la abstracción de las esencias inteligibles o por la integración en clases o categorías, que agrupan nuestros nuevos conocimientos y nuestras nuevas experiencias con los conocimientos y experiencias almacenados en la memoria.
Se considera una unidad cognitiva de significado; un contenido mental que a veces se define como una «unidad del conocimiento».

## Formación de conceptos
La formación del concepto está estrechamente ligada a un contexto de experiencia de la propia realidad; de experiencia individual, cultural, social, etc.[cita requerida] siendo de especial importancia la referencia al lenguaje sobre todo referido a la propia lengua, pues mediante ella, el conocimiento tiene la posibilidad de adquirir una expresión oral como habla o escrita y, por tanto, comunicable; lo que le otorga al conocimiento una dimensión pública, sociológica y cultural.
Por ser la vivencia de algo concreto con respecto a un individuo y, por tanto, subjetiva, única e irrepetible, todos los elementos incorporados a la memoria, tanto de experiencias personales como de cultura, sociedad, y sobre todo de la lengua propia, son elementos interpretadores de la experiencia concreta e influyen de manera decisiva en el proceso de conceptualización.
Las cosas únicas e irrepetibles no se pueden conceptualizar desde premisas, usando la capacidad de la mente de inferirlos. En este caso, el cerebro ha de recurrir a los sentimientos, emociones y sensaciones y asignar una etiqueta para poder aludir de forma inequívoca a la combinación exacta de sensaciones y emociones que nos despertaron la curiosidad de conceptualizar algo en concreto. La imaginación es la facultad psíquica, de la mente, que hace presentes las imágenes de las cosas reales o irreales. También se dice que es la aprehensión o juicio que no existe en la realidad.

## Concepto y lenguaje
Lo que se conoce como cosa individual se designa con un nombre propio, no mediante conceptos. El niño que no sabe hablar aún pero sí sabe lo que quiere, señala con el dedo indicando designando» el objeto de su querer o apetencia. 
El concepto surge de la necesidad de generalizar, o clasificar los individuos y las propiedades de los casos concretos conocidos en la experiencia agrupando las cosas o los aspectos y cualidades comunes por sus semejanzas y diferencias.
El concepto así formado constituye el significado de diversas formas lógicas y gramaticales y enunciados del habla de una lengua natural y, de esta forma, se aplica o designa a los diversos objetos, hechos, procesos y situaciones del mundo que vivimos. 
Las relaciones entre las palabras y los conceptos son complejas y variables. No siempre las mismas palabras tienen la misma referencia para el sujeto que las usa o las escucha, pues las experiencias subjetivas que dicha palabra representa para cada individuo pueden ser bastante diferentes. Al mismo tiempo un mismo concepto, dentro de cierto ámbito de representación común, puede expresarse de formas lingüísticas muy diferentes.
Por ello no existe «un mismo concepto» sino una tendencia a lo mismo. Tal vez en los conceptos que designan cosas materiales (o muy formales) no se note demasiado esto, pero en proposiciones expresivas o con referencia a experiencias muy concretas cobra más sentido.
- El término «amor» como concepto de amor que alguien pueda tener está muy relacionado con acontecimientos de amor experimentados por esa persona en cuestión. Pero estos acontecimientos devienen en múltiples formas y contenidos y el concepto de amor fluctúa.
- Lo que para los europeos es simplemente «nieve», para los esquimales está representado por una serie de palabras que designan cosas diferentes porque representan para ellos conocimientos y experiencias diferentes.

La relación lenguaje-concepto debe entenderse más bien como una multiplicidad de expresiones que tienden a un concepto-difuso, el cual a su vez se desplaza en el devenir de los acontecimientos.

## Concepto como abstracción universal
En su máxima abstracción, cuando el contenido conceptual se hace independiente de cualquier experiencia concreta y expresa únicamente su universalidad el concepto adquiere una formalidad que adquiere el valor lógico de una clase. Mediante tales conceptos formales clasificamos las cosas y ordenamos el mundo.
La ciencia procura expresar sus conceptos mediante un lenguaje formalizado que se ajusta a un contenido determinado y concreto sin equivocidad alguna. También se les llama ideas cuando se pretende señalar ese carácter universal como algo objetivo y no meramente subjetivo.
Así, tenemos conceptos:
- De emociones: (afectos)
- De valores: (morales, estéticos)
- De concepto formal, es decir de propiedades formales o sintácticas como funciones lógicas y matemáticas: (conjunciones y operaciones lógico-matemáticas).
- De Ciencia cuando son definidos y reconocidos por la comunidad científica como Saber.
- Técnicos cuando obedecen a una finalidad práctica de la acción con respecto a fines concretos de utilidad, como normas y protocolos.
- Sociológicos y culturales
- De cualquier otra índole.

## El concepto como universal
- Lo universal: lo general vs lo particular
- Lo universal: lo abstracto vs lo concreto

## El concepto como «constructor» mental
El concepto es una representación gráfica de la simbología representativa de las palabras; son "construcciones" mentales de todo lo que nos rodea y podemos percibir como efectivamente lo hacemos, con símbolos que definen el mundo que nos rodea y en el que nos encontramos.